# 松島みのり
松島 みのり（まつしま みのり、1940年12月1日 - 2022年4月8日）は、日本の声優、女優、ナレーター。千葉県船橋市出身。最終所属は青二プロダクション。別名、松島三川。

## 略歴
1950年代から子役で活動を開始。しかし芝居に興味がなく東京都立大学附属高等学校時代の文化祭の舞台で皆が断っていたことからニコライ・ゴーゴリ作『検察官』のヒロインを演じており、高校卒業後は美術系大学に進学しようと考えていた。受験に落ちて、偶然、演技研究生募集の新聞広告を見つけて応募。NHK演技研究所出身。同期に加藤みどり、天地総子がいる。
その後は仲間が結成した劇団三十人会に入団し、舞台と並行して実写、子供が生まれてから声の仕事を始める。その後は劇団新劇場を経て、最後は青二プロダクションに所属していた。
NHK教育テレビの人形劇『大きくなる子』で初レギュラー。1963年にスタートした『鉄腕アトム』の端役でアニメデビュー。
2020年以降は病気療養のため仕事を徐々にセーブしていたが、2022年4月8日午前7時45分、膵臓がんのため死去。81歳没。訃報は4日後の4月12日に青二プロダクション公式サイトにて発表された。

## 人物
音域はG3 - G4。
アニメの少年・少女役を多く演じていた。
特技は読書、映画鑑賞。資格・免許は普通自動車免許。
既婚者で子供が2人いた。

## 後任
松島の死後、持ち役を引き継いだ人物は以下の通り。
| 後任       | 役名 | 概要作品      | 後任の初担当 |
| ---------- | ---- | ------------- | ------------ |
| 水田わさび | つる | 『ONE PIECE』 | 第1116話     |

## 出演
太字はメインキャラクター。

### テレビアニメ
1963年
- 鉄腕アトム（第1作）（カズスケ）

1964年
- 狼少年ケン（1964年 - 1965年）

1965年
- スーパージェッター（水島かおる）
- 遊星少年パピイ（ジロウ）

1966年
- ハリスの旋風（オチャラ〈朝井葉子〉）

1967年
- 黄金バット（マリー〈初代〉）
- リボンの騎士

1968年
- あかねちゃん（上条茜）
- 佐武と市捕物控（三太）
- 怪物くん（市川ヒロシ）

1969年
- アタックNo.1（八木沢静〈初代〉）
- ウメ星デンカ（太郎）
- 巨人の星（1969年 - 1970年）
- 紅三四郎（カミール）
- どろろ（どろろ）
- ハクション大魔王（ゆり子ちゃん、ススム）
- ムーミン（プカプカ）

1970年
- キックの鬼（洋子）
- 昆虫物語 みなしごハッチ（アリータ、カマ助）

1971年
- いなかっぺ大将（ポンタ、南終）
- 国松さまのお通りだい（オチャラ）
- アンデルセン物語（みにくいアヒルの子、ルディ）
- サザエさん（1971年 - 1972年）
- ふしぎなメルモ（トトオ〈初代〉）
- ルパン三世 (TV第1シリーズ)

1972年
- 赤胴鈴之助
- 樫の木モック（ヒナ鳥、人魚姫、女の子、アリス、ジュリエッタ、村人）

1973年
- 科学忍者隊ガッチャマン（1973年 - 1979年、次郎、サチコ） - 2シリーズ
- けろっこデメタン（コロロ）
- デビルマン（オーロラ）
- ど根性ガエル（一郎、女の子）
- マジンガーZ（弓さやか〈2代目〉）
- ミクロイドS（アズキ）

1974年
- てんとう虫の歌（日曜子）

1976年
- キャンディ・キャンディ（キャンディ）
- タイムボカン（桃太郎）
- ドカベン（1976年 - 1979年、山田サチ子）
- 母をたずねて三千里（アメリア・セバーリョス）
- ポールのミラクル大作戦（ピッカリ、凸チン、モッキー、ララ）
- リトル・ルルとちっちゃい仲間（ルル）

1977年
- 家なき子（エチエネット・アキャン）

1978年
- 銀河鉄道999（1978年 - 1980年、ラーラ、アリス、ミール、三枝子、サリ）
- 女王陛下のプティアンジェ（アリス）
- 星の王子さま プチ・プランス（アドニス）
- 無敵超人ザンボット3（チーコ）
- ルパン三世 (TV第2シリーズ)（1978年 - 1979年）

1979年
- サイボーグ009（ナタリー、カトリーヌ）
- シートン動物記 りすのバナー（子がも）
- ジャン・バルジャン物語（ファンティーヌ）

1980年
- 釣りキチ三平（房子）
- ニルスのふしぎな旅（1980年 - 1981年、イングリット、ナレーター、ヘラジカ）
- のどか森の動物大作戦（ピーア）
- フウムーン（ピーチ）
- ベルサイユのばら
- ほえろブンブン（ブンブン）
- 魔法少女ララベル（トコ）

1981年
- 愛の学校クオレ物語（クロッシ）
- おはよう!スパンク（せりの）
- ルパン対ホームズ
- 恐怖伝説 怪奇!フランケンシュタイン（エリザベス）
- 怪物くん（イタズラー）
- Dr.スランプ アラレちゃん（1981年 - 1983年、モラス）
- ハニーハニーのすてきな冒険（ハニーハニー）
- ハロー!サンディベル（ナレーター、リッキー・ケントル）

1982年
- 愛の奇蹟 ドクターノーマン物語
- ぽっぺん先生と帰らずの沼（カワセミ、アツモリソウ）
- あさりちゃん（貴子、英語塾の教師、天才子）
- おちゃめ神物語コロコロポロン（エリス）
- パタリロ!（パタリロ10世＝子孫）
- 南の虹のルーシー（ルーシー・メイ）
- わが青春のアルカディア 無限軌道SSX（ファイヤ）

1983年
- キン肉マン（1983年 - 1986年、ミート君、銀のマスク、キリカ、リリー姫）
- タオタオ絵本館 世界動物ばなし（キキ）
- ベムベムハンターこてんぐテン丸（クロ）
- レディジョージィ（バーンズ夫人）

1984年
- ガラスの仮面（1984年版）（姫川亜弓）
- キン肉マン 決戦!!7人の超人VS宇宙野武士（ミート君）
- 宗谷物語（ナレーター、昭一〈子供時代〉）
- チックンタックン
- 牧場の少女カトリ（ソフィア）
- 夢戦士ウイングマン（ティール、キリカ、キャパ）
- ルパン三世 PARTIII

1985年
- コンポラキッド（晴海大五郎.JR）
- 昭和アホ草紙あかぬけ一番!（1985年 - 1986年、菜々子）

1986年
- ゲゲゲの鬼太郎（第3作）（骨女〈初代〉）
- ドテラマン（ラクガ鬼）
- めぞん一刻（千草律子）

1987年
- 新メイプルタウン物語 パームタウン編（ダリア）

1988年
- それいけ!アンパンマン（1988年 - 1994年、かさおばけ、グルグルぼうや）
- 闘将!!拉麵男（シューマイ）

1989年
- ジャングル大帝（マヌワ）

1990年
- 悪魔くん（ゴモリー）
- 楽しいムーミン一家（イルカのラップ）
- 魔法使いサリー（1989年版）（シェリー先生〈初代〉）
- 笑ゥせぇるすまん（浜田美鈴）

1991年
- おちゃめなふたご クレア学院物語（ロバート先生）
- きんぎょ注意報!（1991年 - 1992年、ぎょぴ）
- キン肉マン キン肉星王位争奪編（1991年 - 1992年、ミートくん）
- 21エモン（1991年 - 1992年、ママ）
- らんま1/2 熱闘編（雷門てまり）

1992年
- ウルトラマンキッズ 母をたずねて3000万光年（ギャッピーママ）
- 鉄人28号FX（エリザベス2世）

1993年
- キテレツ大百科（染香）
- ツヨシしっかりしなさい（江口〈妻〉）

1998年
- アニメ週刊DX!みいファぷー
  - こっちむいてみい子（野村ヨシキ、ほのへりこ）
  - ふしぎ魔法ファンファンファーマシィー（ふきこ）
  - ヘリタコぷーちゃん（欠席）

- 浦安鉄筋家族（ナレーション）
- おじゃる丸（母岩）

1999年
- ドクタースランプ（プリンセス・バーサン）

2001年
- カスミン（ミスタイプ）

2003年
- トキ この地球（ほし）の未来を見つめて（船瀬、ハツ、小雪）

2004年
- わがまま☆フェアリー ミルモでポン! わんだほう（リス）

2006年
- ケロロ軍曹（チュートン）

2010年
- ONE PIECE（2010年 - 2016年、つる〈初代〉）

2014年
- ONE PIECE “3D2Y” エースの死を越えて! ルフィ仲間との誓い（つる）

2015年
- ONE PIECE 〜アドベンチャー オブ ネブランディア〜（つる）

### 劇場アニメ
- チュウチュウバンバン（1970年、博士）
- どうぶつ宝島（1971年、ジム）
- 魔犬ライナー0011変身せよ!（1972年、ライナー〈ジャック〉[42]）
- マジンガーZ対デビルマン（1973年、さやか）
- 宇宙円盤大戦争（1975年、牧野ひかる）
- チリンの鈴（1978年、チリン）
- ユニコ黒い雲と白い羽（1979年、チコ）
- シリウスの伝説（1981年、リー[43]）
- 1000年女王（1982年、ヒミコ）
- パタリロ! スターダスト計画（1983年）[44]
- まんがイソップ物語（1983年、イソップの母）
- キン肉マン 奪われたチャンピオンベルト（1984年、ミート君[45]）
- キン肉マン 大暴れ!正義超人（1984年、ミート君）
- キン肉マン 正義超人vs古代超人（1985年、ミート君）
- キン肉マン 逆襲!宇宙かくれ超人（1985年、ミート君）
- キン肉マン 晴れ姿!正義超人（1985年、ミート君）
- キン肉マン ニューヨーク危機一髪!（1986年、ミート君）
- キン肉マン 正義超人vs戦士超人（1986年、ミート君）
- 新メイプルタウン物語 パームタウン編（1987年、ダリア）
- 闘将!!拉麵男（1988年、シューマイ）
- ドラえもん のび太のドラビアンナイト（1991年、ミクジン）
- キャンディ・キャンディ（1992年、キャンディ）
- 21エモン 宇宙（そら）いけ!裸足のプリンセス（1992年、ママ）
- カッタ君物語（1995年、翔の母）
- クレヨンしんちゃん 電撃!ブタのヒヅメ大作戦（1998年、ママ）
- ONE PIECE FILM Z（2012年、つる）
- 劇場版 マジンガーZ / INFINITY[46]（2018年、列車内アナウンス）

### OVA
- ダロス（1983年、シュンの母）
- キン肉マンの交通安全（1986年、ミート君）
- 銀河英雄伝説（1989年、コーネリア・ウィンザー）
- 静かなるドン（1991年、近藤妙[47]）
- 無責任艦長タイラー（1994年、カールソン）
- ONE PIECE FILM STRONG WORLD EPISODE:0（2009年、つる）

### ゲーム
- スーパーロボット大戦シリーズ（1996年 - 2009年、弓さやか） - 17作品[一覧 1]
- 名探偵コナン 3人の名推理（2000年）

### ドラマCD
- キン肉マンのザ・ヒット・パレード 超人の歌ベスト20（ミートくん）

### 吹き替え

#### 映画
- 足ながおじさん ※TBS版
- 悲しみは星影と共に（フェデリーコ坊や）※NHK版
- 汚れなき瞳（チャールズ〈アラン・バーンズ〉）※NHK版
- スタートレック（ウフーラ〈ニシェル・ニコルズ〉）※DVD版
- 潜航決戦隊（ジーン・ヒューリット〈アン・バクスター〉）※テレビ朝日新録版
- それぞれの旅立ち（エルシー〈リンデン・ウィルキンソン〉）
- 白銀は招くよ!（ローゼル）※東京12ch版
- ベンジーの愛（メアリー〈パッシィ・ギャレット〉）※NHK版
- 炎の女（ウステイン〈ロゼンダ・モンテロス〉）
- マペットめざせブロードウェイ!（ジョアン・リナース）※CBS/FOXビデオ版

#### ドラマ
- 宇宙家族ロビンソン（ペニー・ロビンソン〈アンジェラ・カートライト〉）
- 宇宙大作戦（ウフーラ〈ニシェル・ニコルズ〉）
- スタートレック:ディープ・スペース・ナイン（ウフーラ）
- 0011ナポレオン・ソロ 第58話（ニーラ〈リン・ローリング〉）
- 逃亡者 #109（ヴィッキー〈アドリアンヌ・ヘイズ〉）
- 謎の円盤UFO（ゲイ・エリス中尉〈ガブリエル・ドレイク〉）
- ひとすじの道「ジョーおじさんの約束」（アンディ〈ジョン・ハンスレイ〉）
- ぼくらのポリー（パスカル〈メディ・エル・グラウィ〉）

#### アニメ
- スヌーピーとチャーリー（ライナス、シュローダー）

#### 人形劇
- キャプテン・スカーレット（キャロル・エンジェル）

### 特撮
- 超力戦隊オーレンジャー（皇妃〈皇太后〉ヒステリアの声）
  - 劇場版 超力戦隊オーレンジャー（皇妃ヒステリアの声）
  - 超力戦隊オーレンジャー オーレVSカクレンジャー（皇妃ヒステリアの声）
- 燃えろ!!ロボコン（第4話ゲスト）

### ナレーション
- 講談社のりもの博物館（1989年5月 - 1990年3月）
- 笑顔がごちそう ウチゴハン（2010年4月 - ）
- 世界まる見え!テレビ特捜部（主に中年女性・子供の声）[9]
- 超次元タイムボンバー

### 人形劇
- 空中都市008（オッチョコ）
- こどもにんぎょう劇場
  - 「ざしきわらし」
  - 「こぞうのおるすばん」（頓念）
  - 「西遊記」（孫悟空）
  - 「天狗のうちわ」
  - 「彦市ばなし」
  - 「じゅげむじゅげむ」
  - 「コルニーユ親方のひみつ」
  - 「石の裁判」
  - 「チワンの錦」
- チロリン村とくるみの木（カブラのシロキチ）
- ネコジャラ市の11人（スイート）
- 笛吹童子（チョビ太）
- プリンプリン物語（マカロ〜ニ婦人、デルーデルの娘）
- 紅孔雀（おとし、雨小僧）

### ラジオ
- 青山二丁目劇場『あらしのよるに』（狼のガブ）
- ラジオ劇画傑作シリーズ『ブラック・ジャック』（ピノコ）

### テレビドラマ
- 特別機動捜査隊（1967年、NET・東映）
- ねこタクシー（2010年、東名阪ネット6）

### テレビ番組
- テレビのおばちゃま（日本テレビ） - 番組末期の司会
- 一枚の写真（1988年3月16日、フジテレビ）
- 笑っていいとも!（フジテレビ） - 「ざっくりいきまショー」に出演
- 芸能人雑学王最強No.1決定戦（2010年3月22日、テレビ朝日） - 問題VTR（顔出し）
- 世界の果てまでイッテQ!（日本テレビ） - 外国人吹き替え[9]
- THE世界遺産（TBS） - 声の出演[9]
- ドリフのクリスマスプレゼント - 声の出演
- 爆報! THE フライデー - 声の出演

### 教育番組
- あいうえお（ミーちゃん）
- とんちんこぼうず（ちんねん）
- なにしてあそぼう（1966年、ムウくん）※初代
- はてなをさがそう（マッキー）
- 英語であそぼ（アーク、「たんけんゴブリン島」 → 「ハロー!エスカルゴ島」）

### CM
- 青柳ういろう
- NTTコミュニケーションズ「HOPE」篇 老婦人の声
- 講談社 テレビマガジン
- リンナイECO ONE「赤ちゃんサミット編」[48]

### パチンコ・パチスロ
- CRぱちんこキン肉マン（ミート君）
- パチスロキン肉マン（ミート君）
- パチスロキン肉マン〜キン肉星王位争奪編〜（ミート君）

## 音楽
- あかねちゃん（テレビアニメ『あかねちゃん』主題歌）
- ケンとチッチとポッポのチャチャチャ（『狼少年ケン』）
- ハッスルパンチの歌（大山のぶ代 / 水垣洋子 / 松島みのり / 西六郷少年合唱団）
- パンチ・タッチ・ブンの歌（大山のぶ代 / 水垣洋子 / 松島みのり）
- ミートボールのミートくん（『キン肉マン』）
- キン肉マン音頭（『キン肉マン』エンディング。神谷明&松島みのり。）
- ムーミンのテーマ（カバー。懐かしのミュージッククリップ20のCDに収録。）
- うちの親分（『ベムベムハンターこてんぐテン丸』エンディング。藤田淑子と。）